# NHK千叶放送局
NHK千葉放送局（日语：／），又译NHK千叶广播电视台，是日本放送協會（NHK）位於千葉縣千葉市、負責主管千葉縣事務的地方广播电视台。

## 频道频率
电视频道
該局负责在千叶县境内转播东京NHK广播电视中心的电视频道，包括NHK东京综合频道（JOAK-DTV）和NHK东京教育频道（JOAB-DTV）。
广播频率
在千叶县境内提供一套NHP调频广播节目（NHK千叶调频广播，呼号JOMP-FM）。

## 落花星人
2002年，該局在思考和地區連結的企劃方面，出現了「製作以千葉特產花生為主題的角色」的意見，於是創作出了「落花星人」，這個角色被安排不定時出現在播放的節目中，手拿大字板或是展示節目內介紹活動的海報，為參與節目的看板吉祥物。

## 外部連結
- 官方网站（日語） NHK千葉放送局